# Micronycteris
Micronycteris — рід родини листконосові (Phyllostomidae), ссавець ряду лиликоподібні (Vespertilioniformes, seu Chiroptera).

## Опис
Довжина голови і тіла від 42 до 69 мм, довжина передпліччя від 31 до 57 мм, довжина хвоста від 10 до 17 мм і вага до 16 гр. Спинна частина, як правило, коричневого кольору, у той час як черевна сильно розрізняються, від того ж кольору до білуватого. Вуха великі, округлі і з'єднані при основі тонкою мембраною. Зубна формула: 2/2, 1/1, 2/3, 3/3 = 34.

## Поширення
Населяє Центральну й Південну Америку.

## Поведінка
Раціон складається в основному з комах, споживає також фрукти. Спочиває невеликими групами, зазвичай не більше 20 особин.